# مت زملین
مت زملین (آلمانی: Matt Zemlin؛ زادهٔ ۱۱ دسامبر ۱۹۸۰) مدیر و کارشناس فروش و همچنین بازیگر و تهیه‌کننده فیلم اهل آلمان است.
از فیلم‌ها یا برنامه‌های تلویزیونی که وی در آن نقش داشته‌است می‌توان به قاتلین، تحت تعقیب و خشم اشاره کرد.